# Sapiorís
Sapiorís är en ort i Mexiko.   Den ligger i kommunen San Dimas och delstaten Durango, i den centrala delen av landet, 900 km nordväst om huvudstaden Mexico City. Sapiorís ligger 1 149 meter över havet och antalet invånare är 197.
Terrängen runt Sapiorís är huvudsakligen bergig, men den allra närmaste omgivningen är kuperad. Sapiorís ligger nere i en dal. Runt Sapiorís är det mycket glesbefolkat, med 3 invånare per kvadratkilometer. Sapiorís är det största samhället i trakten. I omgivningarna runt Sapiorís växer huvudsakligen savannskog.